# Firefly Aerospace
Firefly Aerospace is een commercieel ruimtevaartbedrijf dat is gevestigd in Cedar Park nabij het Texaanse Austin. Firefly Aerospace werd in 2017 opgericht. Het is een doorstart van het in 2014 opgerichte Firefly Space Systems dat begin 2017 failliet ging.
Firefly richt zich op het lanceren van lichte tot medium satellieten en vrachttransport naar de Maan. Hun Alpha-raket heeft in 2021, zijn eerste (vroegtijdig afgebroken) testvlucht gemaakt. Het bedrijf werd opgericht door Tom Markusic die eerder als ontwerper voor de USAF, NASA, SpaceX, Blue Origin en Virgin Galactic werkte, Hij deed in mei 2022 een stap terug. Sinds oktober 2024 is Jason Kim aangetrokken als CEO. Het bedrijf wordt gerekend tot de NewSpace-beweging.

## Geschiedenis

### Firefly Space Systems
Firefly Space Systems werd opgericht in 2014. Het bedrijf werkte aan de ontwikkeling van de Alpha, een tweetrapsraket die vrachten tot 400 kilogram in de ruimte moest kunnen brengen. Bijzonder waren de raketmotoren die op methalox (vloeibare methaan en zuurstof) werkten en als eerste raketmotor ooit gebruik maakte van het circulaire aerospike-principe waarbij de uitstoot van de motor in een punt wordt gericht waardoor deze effectiever impuls zou geven op iedere hoogte in en buiten de atmosfeer. 
De ontwikkeling van deze motor was in een vergevorderd stadium toen Tom Markusic werd aangeklaagd door zijn oude werkgever Virgin Galactic. Hij had het ontwerp van deze motor gemaakt in de periode dat hij onder contract stond bij Virgin Galactic. Rond diezelfde periode eind 2016 trok een belangrijke Britse investeerder zich terug uit Firefly wegens de uitslag van het brexit-referendum. Een andere investeerder kreeg zijn twijfels over investeringen in de lanceermarkt nadat een raket van SpaceX explodeerde. Daarop had Firefly geen andere keuze dan al het personeel te ontslaan. Enkele maanden later, begin 2017, werd het faillissement aangevraagd en de boedel werd op 16 maart 2017 geveild.

### Doorstart

#### 2017
Daarna vond Markusic een nieuwe investeerder in Oekraïner Max Polyakov die vrijwel de hele boedel opkocht en met wie hij een nieuwe visie voor het bedrijf opzette. Polyakov blijft in elk geval in het bedrijf investeren tot en met de tweede lancering. In augustus 2017 maakte Firefly onder de nieuwe naam Firefly Aerospace op Twitter bekend weer personeel aan te trekken.

#### 2018
Bij een presentatie op South by Southwest 2018 bleek dat er inmiddels een nieuw, krachtiger raketontwerp was. De Alpha 2.0 gebruikt geen aerospike-motor maar een viertal Reaver-1’s als hoofdmotoren van de eerste trap die RP-1 (raketkerosine) verbranden. Iedere Reaver-1-motor kan een stuwkracht van meer dan 177 kilonewton leveren. De tweede trap bevat één Lightning-1 - goed voor een stuwkracht van 66 kilonewton - als hoofdmotor die dezelfde brandstof gebruikt. Deze raket wordt in staat geacht tot 1000 kilogram aan vracht in een lage baan om de aarde te kunnen brengen. Een lancering zal zo’n 10 miljoen dollar kosten. 
Door zich op deze iets zwaardere klasse te richten concurreert Firefly niet meer direct met de “superlichte” satellietmarkt waarop Rocket Lab, Vector Space Systems en Virgin Orbit zich richten. Bij dit gewicht zijn de Pegasus XL en de Minotaur-C van Northrop Grumman de concurrerende Amerikaanse lanceersystemen. Dit zijn echter betrekkelijk dure raketten. In mei 2018 sprak de USAF zijn voorkeur uit om Lanceercomplex 2 West (SLC-2W) van Vandenberg Air Force Base na de laatste Delta II-lancering aan Firefly te verhuren. Voor lanceringen in oostelijke richting werd toen nog naar een lanceerplaats aan de Amerikaanse oostkust gezocht. 
Wanneer de Alpha gereed is wil Firefly een krachtiger raket genaamd Beta ontwikkelen. Markusic gaf op SXSW 2018 aan twee concepten daarvoor te hebben. Het ene concept zou betekenen dat er twee extra eerste trappen als side-boosters aan een Alpha vastgemaakt worden. Het “triple-core”-principe is eerder gebruikt voor de Falcon Heavy en de Delta IV Heavy. Het andere concept behelst een vergrote eerste trap. In de zomer van 2018 leek te de keuze op het Triple-core-concept te zijn gevallen. De Beta zou maximaal 4000 kg in een lage baan om de aarde moeten brengen. Qua concurrentie springen de Antares van Northrop Grumman Innovation Systems, de Indiase GSLV mkIII en een aantal typen Chinese Lange Mars-raketten in het oog. Ook zouden medium vrachten waarvan er nu twee stuks samen op een veel zwaardere raket worden gelanceerd een eigen lancering kunnen krijgen waarbij de bouwers niet op het gereedkomen van andermans vracht hoeven te wachten.
In mei 2018 opende Firefly ook een Research & Development Center in Oekraïne waar zo’n 150 mensen zullen werken aan onderdelen voor de raketten.
Op 4 juni 2018 werden 6 Alpha-lanceringen besteld door satellietontwikkelaar Surrey Satellite Technology Ltd. (SSTL).
Op 30 juli 2018 werd de vorming van een adviesraad met daarin Jeff Bingham, Robert M. Lightfoot Jr. (voormalig interim NASA-administrator), George Nield (voormalig hoofd van FAA-afdeling Commercial Space Transportation), en William F. Readdy bekendgemaakt.
Vice-president van Firefly Les Kovacs gaf in november 2018 aan de Alpha in december 2019 in bedrijf te willen hebben. In december 2018 werd al met succes een statische test met een volledig geassembleerde tweede trap uitgevoerd.

#### 2019
Op 21 februari 2019 meldde Florida Today dat Firefly Lanceercomplex 20 van het Cape Canaveral Air Force Station in gebruik zal nemen en een rakettenfabriek op het nabijgelegen Exploration Park van het Kennedy Space Center zal bouwen. Deze overeenkomst met Space Florida zou 240 banen naar “de Spacecoast” halen.
Ook onthulde Markusic zijn plannen voor de langere duur, de Gamma. De Gamma is een raketvliegtuig dat horizontaal opstijgt en landt. Het ruimtevliegtuig heeft twee circulaire aerospikemotoren en een conventionele motor en is geschikt om kleine satellieten te lanceren. Ook zou de Gamma zowel van onder een vliegtuig als vanaf een startbaan kunnen worden gelanceerd. De Gamma is herbruikbaar met een technisch totaal andere benadering dan de propulsieve boosterlandingen van SpaceX en Blue Origin en het gebruik van parachutes met mid-air-capture door ULA en Rocket Lab.
Op 9 juli 2019 kocht Firefly de rechten op het ontwerp van SpaceIL’s maanlander Beresjiet. Firefly zal een eigen uitvoering daarvan bouwen die de naam Genesis krijgt.
Verder is Firefly begonnen met de ontwikkeling van hun Orbital Transfer Vehicle. Dat is een bus voor satellieten die elektrische voortstuwing, elektriciteit en communicatie levert.
Op 4 oktober 2019 wist Firefly voor het eerst vier Reaver-raketmotoren gelijktijdig te starten in een testopstelling. Dat is een mijlpaal voor de ontwikkeling van de Alpha-raket die vier Reavers als hoofdmotoren op de eerste trap heeft. Op 10 oktober 2019 was Firefly een van de acht lanceerbedrijven die door de USAF werden geselecteerd om onder het Orbital Services Program-4 lichte tot medium militaire vrachten te lanceren.
Op 18 oktober 2019 maakten Aerojet Rocketdyne en Firefly een vergaande samenwerking bekend. Daarbij noemde Markusic specifiek dat de AR-1-raketmotor (origineel ontworpen als back-up voor ULA’s Vulcan-raket) uitermate geschikt zou zijn voor de Beta-raket. Met het waarschijnlijke gebruik van de krachtige AR1-motor lijkt het triple-core-concept voor de Bèta te zijn losgelaten. Ook zal Aerojet Rocketdyne de powerheads van Firefly’s Reaver-motoren in hun 3D-printers vervaardigen waardoor de motoren een stuk lichter worden.

#### 2020
Begin 2020 begon Firefly met het testen van de volledige eerste trap van de Alpha. Dat is een van de laatste grote mijlpalen die nodig zijn voordat de raket in zijn geheel getest kan worden. 
Tijdens een eerste test op 22 januari ging er iets mis en brak er kort brand uit waarop de omgeving in een straal van 2,5 kilometer werd geëvacueerd. In de media werd in eerste instantie over een raketexplosie gesproken maar dat bleek niet waar te zijn. De raket en de testinstallatie bleven intact. Wel moeten er reparaties worden uitgevoerd. Een van de motorcompartimenten bleek direct na het starten van de motoren in brand te zijn gevlogen waarop de motoren onmiddellijk uit werden gezet. Het vuur werd volautomatisch en snel geblust. 
Firefly was ondanks de teleurstellende uitkomst van de eerste test wel opgetogen over de veiligheidssystemen die perfect hadden gewerkt. In september 2020 testte Firefly een eerste trap gedurende 35 seconden. Op 9 oktober werd de eerste trap voor de eerste lancering met succes statisch getest. De motoren bleven 58 seconden aan. Een brand tijdens sloopwerkzaamheden op Vandenberg Lanceercomplex SLC-2W had verder geen gevolgen voor Firefly. Het bedrijf gaf aan nog steeds op schema te liggen voor een lancering eind 2020. Ook een test met de strongback van SLC-2W en de neuskegel-openingstest eind oktober waren een succes. Op 6 november 2020 arriveerde de eerste trap van de eerste Alpha op het Lanceercomplex.

#### 2021-2022
Begin 2021 stond alles in het teken van het gereedkomen voor de eerste vlucht vanaf Vandenberg.
Begin februari sleepte Firefly een CLPS-contract van NASA voor een goederenvlucht naar de Maan met hun Blue Ghost-lander in de wacht ter waarde van 93 miljoen dollar. De lancering moet in 2023 plaatsvinden. De Blue Ghost is een door Firefly zelf ontwikkelde lander die meer vrachtcapaciteit heeft dan de Genesis-lander waarvoor ze de ontwerprechten eerder kochten van Space IL. Israel Aerospace Industries dat de Beresjiet (nu Genesis) voor Space IL ontwikkelde is ook betrokken bij de ontwikkeling van de Blue Ghost. Deze lander is te zwaar om met Firefly’s eigen Alpha te lanceren en de eerste vlucht zal daarom door SpaceX worden gelanceerd met een Falcon 9. In augustus 2021 werd Lauren Lyons aangetrokken als COO. Zij was eerder actief bij SpaceX en Blue Origin.
Op 2 september 2021 lanceerde Firefly zijn eerste Alpha-raket. Deze accelereerde niet snel genoeg en men verloor na het passeren van de geluidsbarrière de controle over de raket. Voor de veiligheid op de grond hebben de autoriteiten van Space Launch Delta 30 (de afdeling van de United States Space Force die gaat over lanceringen van de westkust van de V.S.) de raket daarop tot ontploffing gebracht. Ook lekte die maand een overeenkomst met Astra uit. Astra mag voor eigen gebruik Reaver-motoren bouwen zolang ze er geen raket mee bouwen die in capaciteit vergelijkbaar is met de Alpha. Met de deal is 30 miljoen dollar gemoeid.
Eind december 2021 staakte Firefly op bevel van de US Space Force hun voorbereidende activiteiten voor de tweede testvlucht van de Alpha op Vandenberg Space Force Base. De Space Force maakt zich zorgen over het feit dat het bedrijf voor 58 procent in handen van de Oekraïense geldschieter Max Polyakov is. Het bedrijf zocht ondertussen naar een Amerikaanse investeerder die de aandelen van Polyakov zouden overnemen. Die investeerder werd niet gevonden. Uiteindelijk besloot Polyakov op 16 februari 2022 zijn aandeel voor 1 dollar aan CEO en medeoprichter Tom Markusic te verkopen. Waarom de Space Force op dat moment ingreep terwijl Polyakov al sinds 2017 een meerderheidsbelang in Firefly had was op dat moment niet duidelijk. In de maanden daarna verkocht Markusic zijn aandelen aan AE Industrial Partners (AEI). 
Per 16 juni 2022 werd Peter Schumacher door AEI aangesteld als interim-CEO. Markusic werd daarop lid van de raad van commissarissen en Chief Technical Advisor.
Op 8 augustus 2022 sloten Northrop Grumman Space Systems en Firefly een contract over de levering van raketmotoren aan Northrop. Zeven Firefly Miranda-motoren zullen worden gebruikt voor de voortstuwing van de Antares-330.
Op 1 september 2022 werd Bill Weber de nieuwe CEO van Firefly. Op 24 oktober 2022 werd oud NASA-directeur Jim Bridenstine aan de adviescommissie van Firefly toegevoegd.

#### 2024
Op 22 mei 2024 meldde Bloomberg dat een verkoop van Firefly wordt onderzocht. Aan het bedrijf zou een prijskaartje van 1,5 miljard dollar hangen. Wie de potentiële koper is, is niet officieel bekend, maar Northrop Grumman wordt als meest logische kandidaat genoemd wegens de reeds bestaande samenwerking rondom de ontwikkeling van de raketten Antares-300 en Firefly MLV.
In juni 2024 kondigde Firefly aan ook te lanceren vanuit Mid-Atlantic Regional Spaceport op Wallops Island in de Amerikaanse staat Virginia gebruik makend van Pad 0A, die ook gebruikt wordt door de Antares-300 van Northrop Grumman.
Op 1 oktober trad Jason Kim aan als CEO nadat Bill Weber in augustus opstapte na beschuldigingen van wangedrag.
Op 12 november 2024 werd een nieuwe kapitalisatieronde afgerond, waardoor de waarde van het bedrijf op 2 miljard USD werd geschat. Intussen was Firefly erin geslaagd contracten af te sluiten met:
- Lockheed Martin voor minstens 15 en mogelijk 25 lanceringen van Firefly Alpha
- L3Harris voor maximaal 20 Alpha-lanceringen in een periode van vijf jaar
- NASA voor de lancering van de NOAA’s QuickSounder

#### 2025
In januari 2025 kondigde Firefly aan dat om het tekort aan lanceerslots op Vandenberg te ontwijken ze vanaf 2026/2027 ook zouden lanceren vanuit Esrange in Zweden. Op 2 maart 2025 landde Blue Ghost-missie 1 in Mare Crisium op de voorzijde van de Maan.
MLV, de medium-liftraket waar Firefly aan werkt kreeg in mei een nieuwe naam; Eclipse. Voor dat project kreeg het bedrijf een impuls van 50 miljoen dollar van Northrop Grumman.

## Firefly Black
Firefly richtte in november 2019 het bedrijf Firefly Black op. Dat is een divisie die de Firefly-lanceringen voor het Amerikaanse ministerie van defensie en andere veiligheidsgevoelige klanten zal uitvoeren en al dan niet civiele rideshare-missies zal boeken.